# Veskimõisa järv
Veskimõisa järv (järv = See) ist ein natürlicher See in der Landgemeinde Kanepi im Kreis Põlva auf dem estnischen Festland. Durch den See fließt der Fluss Sulaoja. Am Ufer des 3,4 Hektar großen Sees liegt das Dorf Veski und 45,2 Kilometer entfernt liegt der 3555 km² große See Peipsi-Pihkva järv.